# Абстракція потенційної здійсненності
Абстра́кція потенці́йної здійсне́нності — одна з абстракцій математики і логіки, що полягає у відверненні від реальних меж конструктивних можливостей, обумовлених обмеженістю нашого життя в просторі, в часі і в матеріалах.
Абстракція потенційної здійсненності дозволяє вводити в розгляд об'єкти, не враховуючи можливості їхньої реалізації (наприклад, не враховуючи потрібних для цього засобів, місця тощо), а приймаючи до уваги лише можливість їхньої побудови в тому сенсі, що є ефективний (конструктивний) спосіб (алгоритм) для такої побудови. В рамках абстракції потенційної здійсненності, наприклад, послідовність натуральних чисел є потенційно здійсненний об'єкт, оскільки неважко задати індуктивне визначення, що породжує будь-яке натуральне число. Але множина всіх натуральних чисел не є потенційно здійсненним об'єктом, оскільки не може бути побудовано в рамках абстракції потенційної здійсненності: немислимий ефективний спосіб побудови всіх разом натуральних чисел.
Абстракція потенційної здійсненності лежить в основі понять потенційної нескінченності як такого дискретного процесу, що якщо з потенційної здійсненності деякого кроку процесу побудови об'єкта виходить потенційна здійсненність наступного (безпосередньо) кроку, то потенційно здійснимий будь-який крок процесу (таким чином, відоме правило повної математичної індукції припускає абстракцію потенційної здійсненності). Конструктивна математика і конструктивна математична логіка, відкидаючи абстракцію актуальної нескінченності, приймають абстракцію потенційної здійсненності. Хоча абстракція потенційної здійсненності — природна передумова багатьох розділів теорії кібернетики, в кібернетиці будуються і теорії, що обмежують у тій або іншій формі цю абстракцію, оскільки в реальних кібернетичних системах неможливі потенційно нескінченні процеси.